# Isny im Allgäu
Isny im Allgäu är en stad  (tyska Gemeinde) i Landkreis Ravensburg i förbundslandet Baden-Württemberg i Tyskland. Kommunen består av ortsdelarna (tyska Ortsteile) Isny, Beuren, Grossholzleute (tyska Großholzleute), Neutrauchburg och Rohrdorf.